# موشک قرمز
موشک قرمز (به انگلیسی: Red Rocket) فیلمی در ژانر درام و کمدی سیاه به کارگردانی شان بیکر بر اساس فیلمنامه‌ای نوشته شان بیکر و کریس برگوچ، محصول سال ۲۰۲۱ کشور ایالات متحده است.
از بازیگرانی که دراین فیلم به ایفای نقش پرداخته‌اند می‌توان از سایمون رکس (در نقش مایکی)، سوزانا سان(در نقش ریلی- توت‌فرنگی)، بری الرود(در نقش لِکسی)، برندا دایس(در نقش لیل)، جودی هیل(در نقش لئوندریا)، بریتانی رودریگز(در نقش جون) و اتان داربون(در نقش لونی) نام برد.
نام این فیلم ۱۳۰ دقیقه‌ای، برگرفته از کاغذهای سیگار قرمز و منقش به طرح پرچم آمریکا است؛ که مایکی از آن برای رول کردن گل‌های ماری‌جوآنا و برای فروش استفاده می‌کرد.

## داستان
«مایکی سِیبر» پس از ۱۷ سال دوری، به شهر زادگاهش در ساحل خلیج تگزاس بازمی‌گردد. مایکی که به شدت آسیب دیده و درمانده است، به خانه ساده ای می‌رسد؛ که «لِکسی» همسر سابق و مادر او «لیل» در آن زندگی می‌کنند. مایکی از لکسی و لیل التماس می‌کند که اجازه دهند او در خانه آنها بماند. آنها با اکراه موافقت می‌کنند؛ اما اصرار دارند، که در کنار انجام‌دادن کارهای خانه، شغلی پیدا کند، تا هزینه اجاره‌خانه را نیز پرداخت کند.
مایکی سعی می‌کند در یک غذاخوری، یک فروشگاه و همچنین یک شرکت کار پیدا کند؛ اما به‌خاطر نداشتن یک رزومه مستمر و حتی پس از اعتراف‌اش به داشتن سال‌ها اشتغال در صنعت سرگرمی بزرگسالان و فعالیت به عنوان یک پورن استار در لس‌آنجلس، موفق به استخدام توسط کارفرمایان نمی‌شود.
مایکی ناامیدانه «لئوندریا»، فروشنده ماری‌جوآنا را متقاعد می‌کند تا شغل قدیمی خود را به او بازگرداند. لئوندریا و دخترش «جون» مشکوک هستند که مایکی خودش معتاد و مصرف‌کننده است؛ اما پس از بازگشت او با درآمد فروش ماری‌جوانا، همکاری آنها توسعه و ادامه می‌یابد.
پس از چند شب خوابیدن مایکی روی مبل، او شروع به رابطه‌جنسی با لِکسی می‌کند؛ و در نهایت، لکسی اتاق خوابش را با مایکی به اشتراک می‌گذارد. پس از مدتی کار، مایکی کرایه خانه یک‌ماهه لکسی و لیل را جلوتر پرداخت می‌کند؛ و آنها را برای جشن گرفتن به “مغازه دونات فروشی” می‌برد. در آن‌جا مایکی عاشق دختری زیبا و جذاب به‌نام «رِیلی توت‌فرنگی»، دختر ۱۷ ساله ای که در پیشخوان مغازه "حفره‌دونات" کار می‌کند، می‌شود؛ و پس از چند برخورد و ملاقات، روابط عاشقانه‌ای را با او آغاز می‌کند؛ مایکی و ریلی به زودی روابط‌جنسی خود را آغاز می‌کنند؛ و مایکی او را متقاعد می‌کند که به کارگران ساختمانی که برای خرید مراجعه می‌کنند؛ ماری جوآنا بفروشد.
روزی مایکی متوجه رابطه نه‌چندان صمیمی رِیلی با پسری به نام «نَش» می‌شود؛ که با توضیح ریلی، متوجه می‌شود، رابطه آن‌ها باهم در حد جشن پایان دبیرستان و رابطه دهانی ریلی برای نَش بوده‌است. وقتی مایکی باعث می‌شود رِیلی از نش جدا کند، نش برای انتقام به همراه والدینش، مایکی را در پارکینگ مغازه دونات‌فروشی گیرانداخته و کتک می‌زنند.
همزمان با ملاقات‌های شبانه و سکس‌های مکرر مایکی و ریلی، رابطه‌جنسی او با لکسی کم و کمتر می‌شود؛ تا جایی‌که بعد از بازگشت مایکی از دعوت رِیلی، به یک آخرهفته جذاب در خانه مادرش، که همراه با لحظات عاشقانه، موسیقی و هم‌آغوشی‌های او با ریلی، در ساحل و خانه است؛ لِکسی به شدت به او مشکوک شده و بعد از مشاجره، قهوه جوشی را به سمت مایکی پرت می‌کند.
مایکی از بدو ورود به شهر، با همسایه خانه لِکسی یعنی «لونی هیل» دوست شده بود. لونی که مجذوب داستان‌های مایکی در مورد حرفه پورنو سابق‌اش و داستان‌های سکسی او با ریلی شده و زمان‌هایی را با هم در استریپ کلاب‌های شهر می‌گذرانند؛ در یکی از مسافرت‌های جاده‌ای‌شان و بر اثر درخواست تغییر مسیر ناگهانی مایکی از لانی در بزرگراه، باعث تصادف‌ات زنجیره‌ای ناگواری می‌شود. مایکی، لونی را متقاعد می‌کند؛ تا لونی دخالت او را در تصادف مخفی کند؛ و زمانی که لونی دستگیر می‌شود، او مسئولیت کل تصادف را به عهده می‌گیرد.
مایکی که پس از حادثه، احساس می‌کند که باید هر چه زودتر شهر را ترک کند؛ رِیلی را متقاعد می‌کند تا فردا صبح با او به لس‌آنجلس سفر کنند؛ تا با او به عنوان یک زوج هنری، حرفه پورنوگرافی را با برند خود و به‌صورت حرفه‌ای دنبال کنند.
پس از اینکه مایکی به لِکسی اطلاع می‌دهد، که صبح روز بعد او را ترک می‌کند، لکسی و لیل، لئوندریا را متقاعد می‌کنند که دخترش جون و برادرانش را بفرستد، تا ۳۰۰۰ دلاری را که مایکی در این مدت از فروش ماری‌جوآنا به دست آورده‌است؛ به نفع آن‌ها از مایکی بگیرند. مایکی پس از دادن پول به جون و از ترس از دست دادن جان خود، برهنه و از پنجره فرار می‌کند؛ و تا خانه لئوندریا می‌دود؛ و از او التماس می‌کند که پولش را پس دهد. لئوندریا با تحقیر مایکی، تنها ۲۰۰ دلار برای کرایه مسافرتش به لس‌آنجلس می‌دهد؛ و او را تهدید به خشونت و ترک شهر می‌کند.
مایکی برای رسیدن به خانه ریلی، تمام شب را با پای پیاده طی می‌کند؛ و پس از رسیدن، ریلی زیبا، جذاب و شهوتی را با لباس بیکنی در جلوی خانه‌اش تصور کرده، چشمانش پر از اشک می‌شود.

## تولید

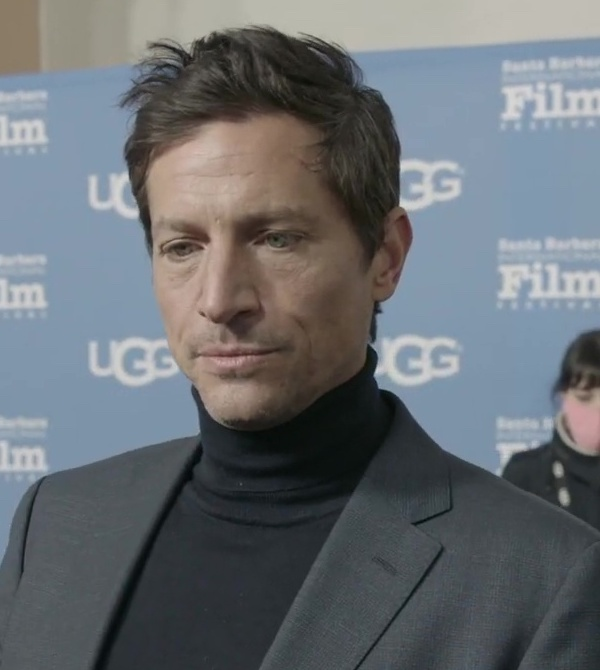
سایمون رکس (در نقش مایکی)

مکان‌های فیلمبرداری شامل رستوران‌هایی در شهر تگزاس و هلند، یک مغازه دونات‌فروشی در محله گروو در گروز، تگزاس بود؛ و با توجه به بودجه نسبتاً کم ۱٫۱ میلیون دلاری فیلم شان بیکر را مجبور کرد که پروژه بزرگتری را رها کند و خود را وقف موشک قرمز کند. شان بیکر و کریس برگوچ در حین تحقیق در مورد صنعت فیلم بزرگسالان برای فیلم استارلت(۲۰۱۲) ایده سِیبر (نام بازیگر اصلی فیلم) را شخصیت پردازی کردند؛ و در طی آن با تعدادی از مردان کهن الگو که شان بیکر آن‌ها را «ابر مرد» تعریف می‌کند، آشنا شدند. (منظور نویسنده از «کهن الگو» مردانی هستند، که از استعداد بالای جنسی در کنار اندامی ورزیده و چهره‌ای مناسب، بهره‌مند هستند و با بازیگران زن در صنعت فیلم‌های بزرگسالان به اجرای نمایش می‌پردازند)
با توجه به انتخاب بازیگران، شان بیکر پنج سال قبل از فیلمبرداری، سایمون رکس را در ذهن داشت، اما هرگز از علاقه خود به او پرده برنداشت؛ تا اینکه در ۲۳ اکتبر ۲۰۲۰، شان بیکر با سایمون رکس تماس گرفت و او را متقاعد کرد که یک نوار تست را از طریق آیفون ارسال کند و فقط پنج دقیقه برای تهیه کلیپ به او فرصت داد. . شان بیکر از سایمون رکس، یک مدل ام‌تی‌وی و یک بازیگر و خواننده رپ را برای این بازی در این فیلم انتخاب کرد؛ و سپس به تگزاس رفت تا از قرنطینه پس از پرواز جلوگیری کند؛ زیرا فیلمبرداری قرار بود در طی سه روز آتی شروع شود.
دیوید رونی، که برای هالیوود ریپورتر می‌نویسد، از انتخاب سایمون رکس به عنوان یک «شوخی با چشمک» نام برد، زیرا او قبل از اینکه خود را در حرفه بازیگری هالیوود تثبیت کند، در فیلم‌های خودارضایی انفرادی برای یک شرکت پورنوگرافی همجنس‌گرا بازی کرده بود. از آنجا که شان بیکر از سایمون رکس خواسته بود تا به او اعتماد کند، سایمون رکس تا پس از پایان فیلمبرداری به مدیربرنامه خود در مورد فیلم چیزی نگفت.
شان بیکر در سال ۲۰۱۸ پس از نمایش فیلم «نگران نباشید، او با پای پیاده زیاد دور نخواهد شد» به سراغ سوزانا سان رفت؛ و ده روز پس از نقل مکان او به لس‌آنجلس، دو سال با او تماس نگرفت. بازیگران این فیلم غیر از سایمون رکس و سوزانا سان اکثراً نابازیگربودند؛ مثلاً اتان داربون پیشخدمت رستورانی در هلند بود که شان بیکر به او نزدیک شد؛ زیرا از ظاهرش خوشش آمده بود و بریتانی رودریگز، که قبل از اخراجش از کارخانه‌ای شهر، به‌طور منظم در محل گروز، تگزاس و مغازه «حفره دونات» بود.
فیلم‌برداری در۲۶ اکتبر ۲۰۲۰ آغاز شد و در ۱۹ نوامبر ۲۰۲۰ در تگزاس، ایالات متحده، در طول همه‌گیری کووید-۱۹، با استفاده از پروتکل‌های ایمنی دقیق به پایان رسید.

## موسیقی
تأمین حقوق آهنگ «بای بای بای» جزو بودجه اولیه نبود. همه پنج عضو انسینک باید استفاده از آن را تأیید می‌کردند. سوزانا سان، نسخه‌ای از این آهنگ را برای موسیقی متن فیلم رسمی، ضبط کرد. همچنین هیچ موسیقی در تیتراژ پایانی وجود ندارد؛ و فقط صدای اقیانوس، باد و مرغان دریایی است.

## انتشار
این فیلم که تولید شرکت فیلم‌نیشن انترتینمنت و کِری فیلمز است. حقوق توزیع جهانی فیلم را به شرکت‌های زیر فروختند:
ای ۲۴ حقوق پخش فیلم را در ایالات متحده و کانادا در فوریه ۲۰۲۱، شرکت پتی برای فرانسه، رودشو اینترتیمنت برای استرالیا و نیوزلند، لِوسینماس برای اسرائیل و فوکس فیچرز انتشار فیلم را در جاهای دیگر به استثنای ایالات متحده و کانادا به‌دست آوردند.

## اکران
این فیلم برای اولین بار در جشنواره فیلم کن در رقابت برای نخل طلا در ۱۴ ژوئیه ۲۰۲۱ به نمایش درآمد؛ جایی که برای پنج دقیقه مورد تشویق ایستاده قرار گرفت. این فیلم در چند سینماهای محدود نیویورک و لس آنجلس در ۱۰ دسامبر ۲۰۲۱ توسط اِی ۲۴ اکران شد. همچنین در جشنواره‌های فیلم در دوویل، هامبورگ، لندن، دره میل کالیفرنیا، میشکولتس، نیویورک، تلیوراید، رم، سان سباستین و ونکوور اکران گردید. لاینزگیت فیلمز این فیلم را در ۱۵ مارس ۲۰۲۲بر روی دی‌وی‌دی و بلوری منتشر کرد.

## جوایز
این فیلم توانست در مجموع ۴۵بار کاندیدای دریافت جایزه از جشنواره‌های جهانی و معتبر فیلم گردد؛ و در نهایت موفق به کسب ۱۳ جایزه شد. از مهم‌ترین آن‌ها می‌توان به جوایز و کاندیداتوری‌های زیر اشاره کرد.
ده فیلم برتر سال هیئت ملی بازبینی فیلم
سایمون رکس جایزه بهترین بازیگر مرد انجمن منتقدان فیلم لس آنجلس
سایمون رکس جایزه بهترین بازیگر مرد جایزه ایندیپندنت اسپیریت
شان بیکر جایزه ویژه منتقدان جشنواره فیلم آمریکایی دوویل
شان بیکر جایزه ویژه هیئت‌داوران جشنواره فیلم آمریکایی دوویل
سایمون رکس جایزه بهترین بازیگر مرد حلقه منتقدان فیلم دوبلین
جایزه بهترین فیلم مستقل تگزاس از جامعه منتقدان فیلم هیوستون

## فروش
این فیلم که با بودجه معادل ۱٫۱ میلیون دلار ساخته شد؛ در مجموع فروش جهانی و در گیشه توانست تاکنون به مبلغ ۲٬۳۰۸٬۴۸۱ دلار دست پیدا کند.